# Marc-André Bergeron
Joseph Marc-André Bergeron (* 13. Oktober 1980 in Trois-Rivières, Québec) ist ein ehemaliger kanadischer Eishockeyspieler und derzeitiger -funktionär. Der Verteidiger absolvierte in seiner aktiven Karriere über 500 Spiele für sieben Teams in der National Hockey League. Zudem verbrachte er drei Jahre bei den ZSC Lions, mit denen er die Schweizer Meisterschaft, den Pokalsieg sowie den Gewinn des Spengler Cups feierte. Seit Sommer 2021 ist Bergeron der General Manager der Lions de Trois-Rivières aus der ECHL.

## Karriere

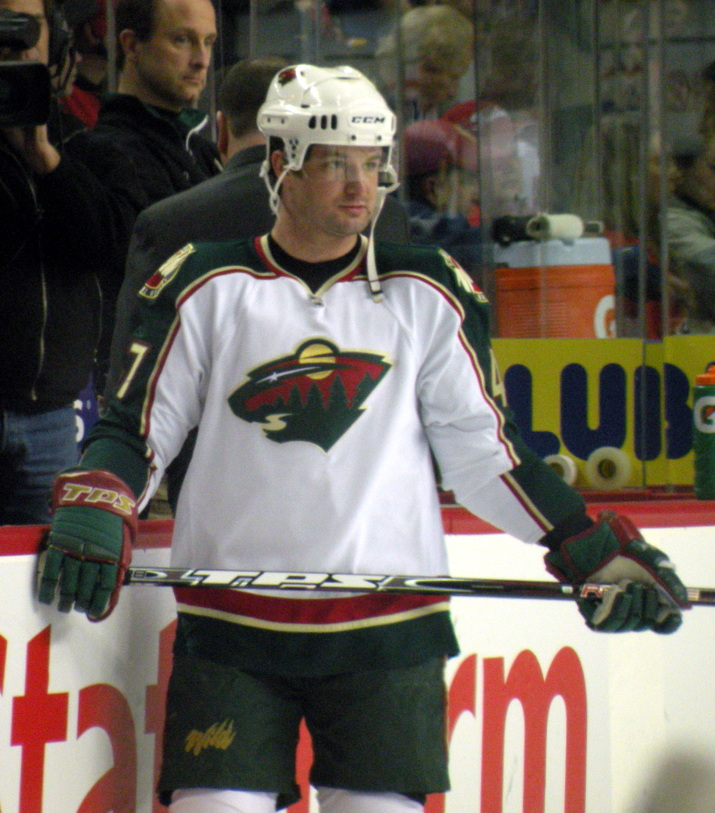
Bergeron im Trikot der Minnesota Wild

Marc-André Bergeron begann seine Karriere als Eishockeyspieler in der kanadischen Juniorenliga Ligue de hockey junior majeur du Québec, in der er von 1997 bis 2001 für die Drakkar de Baie-Comeau und Cataractes de Shawinigan aktiv war.
Anschließend erhielt er einen am 20. Juli 2001 als Free Agent einen Vertrag bei den Edmonton Oilers, für die er in der Saison 2002/03 sein Debüt in der National Hockey League gab. Zuvor hatte er bereits in der Saison 2001/02 für deren Farmteam, die Hamilton Bulldogs, in der American Hockey League (AHL) gespielt. Während des Lockouts in der NHL-Saison 2004/05 spielte der Verteidiger zunächst in seiner Heimatstadt für die Caron & Guay de Trois-Rivières in der Ligue Nord-Américaine de Hockey. Anschließend beendete er die Spielzeit bei Brynäs IF in der schwedischen Elitserien.
Nach Wiederaufnahme des Spielbetriebs in der NHL 2005 kehrte Bergeron zu den Edmonton Oilers zurück, die ihn während der Saison 2006/07 an die New York Islanders abgaben. Diese transferierten ihn nach einem Jahr zu den Anaheim Ducks, für die er in der Spielzeit 2007/08 nur neun Spiele bestritt, bevor er am 10. Juni 2008 an die Minnesota Wild abgegeben wurde.
Bergeron spielte die gesamte Saison 2008/09 bei den Minnesota Wild und war als Stammspieler gesetzt. In 72 Spielen schoss er 14 Tore, gab 18 Torvorlagen und sammelte 32 Scorerpunkte. Am 6. Oktober 2009 unterschrieb er einen Vertrag bei den Canadiens de Montréal. Zum Saisonende 2009/10 wurde sein Vertrag allerdings nicht verlängert und Bergeron war einige Zeit vereinslos, ehe er im Januar 2011 einen Vertrag bei den Tampa Bay Lightning erhielt, die ihn ins Farmteam zu den Norfolk Admirals schickten. Nach guten Leistungen wurde Bergeron wenige Wochen später in den NHL-Kader der Lightning berufen. Am 2. April 2013 wurde er zu den Carolina Hurricanes transferiert.
Da die Hurricanes seinen auslaufenden Vertrag nicht verlängerten, unterzeichnete Bergeron im Juli 2013 einen Dreijahresvertrag bei den ZSC Lions aus der Schweizer National League A. Mit den Lions gewann Bergeron in diesem Zeitraum sowohl den Schweizer Meistertitel im Jahr 2014 als auch den nationalen Pokalwettbewerb im Jahr 2016. Zudem triumphierte er 2015 mit dem Team Canada beim Spengler Cup.
Nach der Spielzeit 2015/16 kehrte Bergeron nach Nordamerika zurück, wo er sich im Dezember 2016 probeweise den Cleveland Monsters aus der AHL anschloss. Knapp zwei Monate später erhielt der Verteidiger auch einen Vertrag vom NHL-Kooperationspartner der Monsters, den Columbus Blue Jackets. Für die Blue Jackets kam er allerdings nicht zum Einsatz und erhielt über die Saison 2016/17 hinaus keinen neuen Vertrag. Anschließend beendete Bergeron seine aktive Karriere, indem er zu seinem Jugendverein, den Shawinigan Cataractes, zurückkehrte und dort die Funktion des Director of Player Development übernahm. Seit Sommer 2021 ist Bergeron der General Manager der Lions de Trois-Rivières aus der ECHL.

## Erfolge und Auszeichnungen
| - 2001 LHJMQ First All-Star Team - 2001 Trophée Émile Bouchard - 2001 CHL First All-Star Team - 2001 CHL Defenceman of the Year | - 2003 AHL Second All-Star Team - 2014 Schweizer Meister mit den ZSC Lions - 2015 Spengler-Cup-Gewinn mit dem Team Canada - 2016 Schweizer Cupsieger mit den ZSC Lions |

## Karrierestatistik
(Legende zur Spielerstatistik: Sp oder GP = absolvierte Spiele; T oder G = erzielte Tore; V oder A = erzielte Assists; Pkt oder Pts = erzielte Scorerpunkte; SM oder PIM = erhaltene Strafminuten; +/− = Plus/Minus-Bilanz; PP = erzielte Überzahltore; SH = erzielte Unterzahltore; GW = erzielte Siegtore; 1 Play-downs/Relegation; Kursiv: Statistik nicht vollständig)